# 고성능 액체 크로마토그래피
고성능 액체 크로마토그래피(영어: high-performance liquid chromatography, HPLC)는 고정상과 시료 및 이동상과의 상호작용으로 혼합물을 단일 성분으로 분리시키는 방법이다.

## 고성능 액체 크로마토그래피의 정의

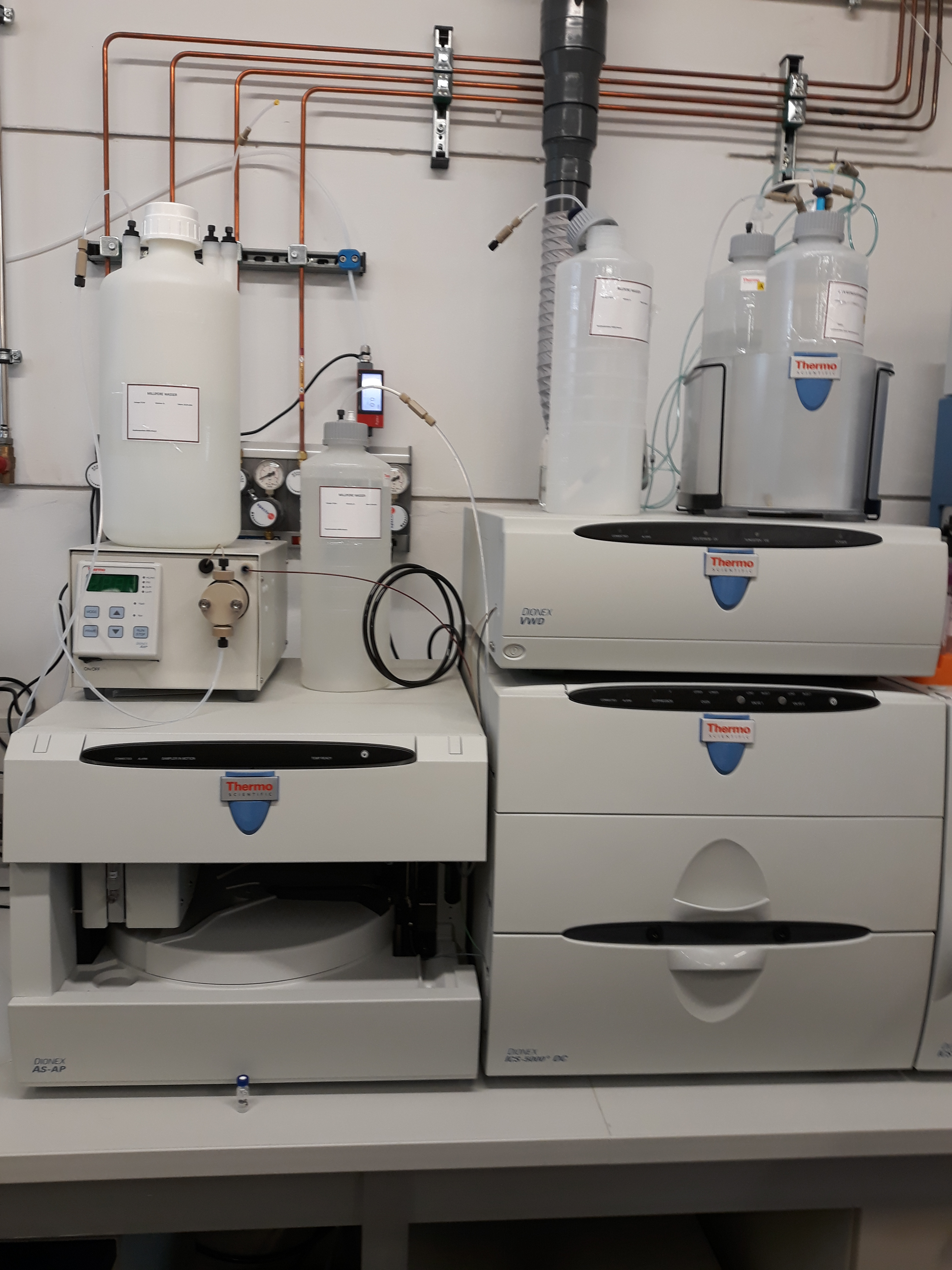
HPLC

칼럼에 채우는 고정상의 충진제 그리고 장치의 개선, 개량에 의해, 고속 고성능 분리가 가능해진 크로마토그래피이다. 충진제를 미세하고도 입도가 고른 수형으로 하여 고도의 분리가 가능하기 때문에 흐름에 대한 저항이 높아져 분리할 용액을 고압으로 보낼 필요가 있다. 그래서 '고압 액체크로마토그래피(high pressure liquid chromatography)'라고 한다. 
또한 분리가 빠르기 때문에 '고속 액체 크로마토그래피(high speed liquid chromatography)'라고도 한다.

## 크로마토그래피의 정의
적절한 정지상과 이동상을 사용하여 시료들이 섞여 있는 혼합물을 이동속도 차이를 이용하여 분리하는 방법이다.

## 고성능 액체 크로마토그래피 시스템의 구성[3]
- 탈기장치(Degasser)
  - 목적: 이동상 중의 용존 산소, 질소, 기포 등을 제거
  - 방법: He sparging, Vacuum, Ultra-sonication, on-line Degassing
- 펌프(Pump)
  - 역할: 이동상을 이동상 저장용기에서 끌어내어 시료 주입기로 연속적으로 밀어주는 역할
  - 요건
    - 일정한 유속과 압력을 유지할 것
    - 다양한 용매를 사용할 수 있을 것

  - Isocratic 및 Gradient
    - Isocratic: 분석시간 동안 이동상 조성의 변화 없음.
    - Gradient: 분석시간 동안 이동상 조성이 시간의 흐름에 따라 변함.
- 시료주입기(injector)
  - 역할: 분석하고자 하는 시료를 용매의 흐름에 실어준다.
  - 종류: 수동(Manual Injection Valve), 자동(Auto Injevtor)
- 컬럼(column)
  - 구성: 관 모양의 용기에 충전제를 채워서 사용, 분석하고자 하는 시료의 종류에 따라 컬럼의 크기 및 충전제의 종류에 선택하여 사용
  - 역할: 분석하고자 하는 시료가 지나가는 공간으로 시료가 분리되는 공간
  - 종류: 고정상컬럼, 이동상컬럼
    - HPLC Column: 여러 가지 물질을 각각의 성분으로 분리시키는 곳

  - 입자크기: 1.8µm, 3.5µm, 4µm, 5µm, 6µm, 7µm, 10µm, 37µm, 55µm, 75µm
  - 재질: Silica, Alumina, Silica-Bonded, Polymer(resin)Bonded

* Silica gel 가장 자주 사용(사용빈도 75%) ex) High Surface area, wide pore
- - 형태: Spherical, irregular
  - Pore 크기: 50 Å~ 300
    - 컬럼 선택 시 고려사항

  - 화학적요소: 충전제의 표면성질, 이동상의 조성
  - 물리적 요소: 충전용기의 내경길이재질, 충전제의 입자크기, 충전제의 분포상태
- 컬럼 온도 조절기(TCC: Thermostatted Column Compartment)
  - 역할: 분리능 향상 및 분석 결과의 재현성 보장을 위해 컬럼 온도를 적절하게 설정, 유지한다.
- 검출기(Detector)
  - 역할: 컬럼에서 분리된 시료가 일정한 간격으로 검출기를 통과할 때 시료의 존재 및 양을 일정한 규칙에 의해 인식하여 전기적인 신호로 바꾸어 준다.
  - 종류: 다파장 검출기, 가변파장 검출기, 다이오드어레이 검출기, 형광 검출기 등

## 이동상 용매[4]

### 용매조건
- 모든 이동상 용매는 HPLC grade를 사용
- 초순수(18 MΩ이상)을 사용
- 측정하고자 하는 파장보다 낮은 UV cutoff를 가진 용매 사용
- 용매간 섞임성(miscibility No. 차15미만)
- 분리하고자 하는 시료를 녹일 수 있어야 함
- 모든 용매는 반드시 여과 및 탈기하여 사용
- 낮은 점도
- 이동상은 고정상을 변화시키면 안됨.

### 이동상 제조
1. 용매준비 - HPLC grade의 용매 - 초순수 (비저항값;18 MΩ) - 계량 시 부피비로 계량 후 혼합 - 용매 성질에 따라 흡열, 발열반응가능 - 시일 경과 시 혼합 용매의 부피비가 달라질 수 있다.
2. Filter - 수용성필터(PVDF 재질) •물로활성화한후사용 - 지용성필터(PTFE 재질) •MeOH/적합한용매로활성화한후사용
3. 탈기 이동상에녹아있는공기, 산소, 기포제거 –Vacuum Degassing(진공탈기) •여과+ 탈기 –Helium Sparging •직접이동상에sparging –Ultrasonication(초음파파쇄)

## 고성능 액체 크로마토그래피의 장점
고속액체 크로마토그래피(HPLC)는 휘발성이 문제가 되지 않으므로 분자량이 큰 물질의 분석에도 사용될 수 있다. 얼마전까지만 해도 GC가 LC에 비하여 이동상의 차이 때문에 신속한 분석법이었으나 근래에는 HPLC가 분리능력이나 응용범위 면에서 신속정확한 방법으로 각광받고 있다.
- GC의 경우 일반적인 사용온도범위(약350°C) 이하에서 기화되지 않는 비휘발성 물질이며 열변성이나 열분해를 쉽게 받는 시료는 일반적으로 직접 분리할 수 없음. 하지만 HPLC는 시료가 상온에서 용해 불가능하여 가온할 필요가 없는 경우를 제외하면 온도와 관계없이 용매가 용해되는 시료는 모두 분리가능.

- 요약: 이동상 속도 GC > LC / 분리능력, 응용범위 GC < LC

## 같이 보기
- 크로마토그래피